# Ivakaftor
Ivakaftor (zaščiteno ime Kalydeco, predhodno ime v času razvoja zdravila VX-770) je zdravilo za zdravljenje cistične fibroze, ki jo povzročajo določene mutacije, odgovorne za 4–5 % primerov bolezni.  Učinkovino ivakafor je razvilo farmacevstko podjetje Vertex Pharmaceuticals v sodelovanju s Fundacijo za cistično fibrozo (Cystic Fibrosis Foundation) in gre za prvo zdravilo, ki zdravi vzrok bolezni in ne lajša le njenih simptomov. Zdravilo so razglasili za najpomembnejše novo zdravilo leta 2012, vendar je šlo za eno najdražjih zdravil (letno zdravljenje v ZDA je stalo več kot 300.000 $).
Učinkovina ivakaftor je tudi sestavina kombiniranih zdravil lumakaftor/ivakaftor, tezakaftor/ivakaftor in eleksakaftor/tezakaftor/ivakaftor, ki se tudi uporabljajo za zdravljenje cistične fibroze.

## Mehanizem delovanja
Cistično fibrozo povzroči ena od več mutacij v genu za beljakovino CFTR (angl. cystic fibrosis transmembrane conductance regulator; regulator transmembranske prevodnosti pri cistični fibrozi), ki deluje kot kloridni kanalček in regulator natrijevih kanalčkov v epitelijskih celicah ter vpliva na izločanje znoja ter izločkov v prebavilih ter sluzi v dihalih. Ena od teh mutacij je mutacija G551D, pri kateri je aminokislina glicin (G) na mestu 551 zamenjana z asparaginsko kislino (D). Pri tej mutaciji se beljakovina CFTR sicer nahaja na površini celic, vendar je zaradi napake v zgradbi nefunkcionalna in ni zmožna prenašanja kloridnih ionov preko celičnih membran.
Mutacija G551D povzroča okoli 4 % vseh primerov cistične fibroze (3.000 od 70.000 bolnikov v svetovnem merilu).  Zdravilo je učinkovito tudi pri drugih, redkejših mutacijah, in sicer G1244E, G1349D, G178R, G551S, S1251N, S1255P, S549N in S549R.
Ivakaftor je ojačevalec beljakovine CFTR. In vitro zvečuje prehodnost kanalčkov CFTR in tako zveča transport kloridov. Natančni mehanizem, s katerim ivakaftor podaljša aktivnost odpiranja kanalčkov normalnih in nekaterih mutantnih oblik CFTR v tem sistemu, še ni popolnoma pojasnjen.

## Uporaba
Ivakaftor se uporablja pri cistični fibrozi pri bolnikih, starih 6 let ali več, ki imajo eno od naslednjih mutacij spreminjanja prehodnosti kanalčkov celične membrane  v genu CFTR: G551D, G1244E, G1349D, G178R, G551S, S1251N, S1255P, S549N ali S549R. Zdravilo je v obliki filmsko obloženih tablet po 150 mg. Priporočeni odmerek je ena tableta vsakih 12 ur.

## Neželeni učinki
Najpogostejši neželeni učinki, ki so se pojavili v registracijskih s placebom nadzorovanih študijah 3. faze, so bolečina v trebuhu, driska, omotica, izpuščaj, neželeni učinki na zgornja dihala (vključno z okužbo zgornjih dihal, nosno kongestijo, rdečino ali bolečino v ustnem delu žrela, rinitisom, kongestijo sinusov in vnetjem nosnega dela žrela), bakterijska prisotnost v izmečku. V študijah je prišlo pri enem pacientu do resnega neželenega učinka (huda bolečina v trebuhu).